# CA Estudantes de São Paulo
CA Estudantes de São Paulo was een Braziliaanse voetbalclub uit de stad São Paulo.

## Geschiedenis
Na de teloorgang van São Paulo da Floresta werd de club in 1935 opgericht. Estudantes nam deel aan het staatskampioenschap en eindigde op een derde plaats. Het volgende seizoen eindigden ze in de middenmoot. Op 2 juni 1937 fuseerde de club met CA Paulista tot CA Estudantes Paulista, dat in 1938 opgeslorpt werd door São Paulo FC.